# Alipi Kostadinov
Alipi Kostadinov (né le 16 avril 1955) est un coureur cycliste tchécoslovaque. Il a été médaillé de bronze du championnat du monde du contre-la-montre par équipes aux Jeux olympiques de 1980 et aux championnats du monde de 1981.

## Palmarès
- 1976
  - 5e étape du Tour d'Autriche
- 1977
  - 3e du Gran Premio della Liberazione
- 1978
  - 3e du  championnat de Tchécoslovaquie sur route
- 1980
  -  Médaillé de bronze du championnat du monde du contre-la-montre par équipes des Jeux olympiques
- 1981
  -  Médaillé de bronze du championnat du monde du contre-la-montre par équipes
  - 1re étape du Tour d'Écosse
  - 3e du Tour d'Écosse